# Murça (freguesia)
Murça es una freguesia portuguesa del concelho de Murça, con 14,57 km² de superficie y 2.184 habitantes (2001). Su densidad de población es de 149,9 hab/km².